# Театр Алумне
Театр Алумне (англ. Alumnae Theatre), также известный, как Алум (англ. The Alum) — старейшее действующее театральное общество в Торонто, в провинции Онтарио, в Канаде. Основан в 1919 году выпускниками Торонтского университета, которые хотели продолжить играть на сцене в полупрофессиональном театре после окончания университета. Первоначально все актёры в театре были женщинами. В 1920-х годах в труппе появились приглашённые актёры-мужчины. В настоящее время труппа, как и при своём основании, состоит только из актрис.
В репертуар театра входят классические произведения европейских авторов. Иногда на сцене театра ставятся произведения современных канадских авторов, например Кэрол Шилдс. Вначале театральное общество находилось в здании университетского театра Харт-Хаус. В 1957 году члены труппы на свои средства отремонтировали старый каретник и открыли в его помещении театр Коач-Хаус. В 1962 году театр снова переехал. На этот раз в бывшую синагогу на улицах Сесил и Гурон. В 1970 году здание бывшей синагоги было отобрано у общества компанией Онтарио-Гидро. После непродолжительного перерыва, в 1972 году труппа разместилось в старом пожарном депо №4 на улицах Аделаиды и Беркли. Современное здание театра является одной из достопримечательностей Торонто. Оно было построено в 1900 году и значительно отремонтировано архитектором Роном Томом, чья жена Молли была давним членом труппы Театра Алумне. Когда городской совет принял решение снести пожарное депо, театральное общество выступило против. С помощью мэра Джона Сьюэлла труппе удалось спасти здание от сноса и реконструировать его для своих целей. В настоящее время здание театра состоит из главной сцены на нижнем этаже, которое вмещает сто сорок зрителей, малой студии на верхнем этаже.